# Ридел, Андрес
Андрес Ридел (швед. Anders Rydell; род. 20 января 1982 года, Йёнчёпинг) — шведский автор научной литературы, журналист, редактор. Автор бестселлера «Книжные воры», переведённого на 17 языков.

## Биография
Андрес Ридел родился 20 января 1982 года в городе Йёнчёпинг, а вырос в Банкирде, к северу от Йенчепинга. С 2005 по 2008 год работал редактором в журнале Bon. В 2008 году он стал главным редактором журнала, издаваемого Ассоциацией шведских художников.
В 2008 году издал книгу «Смена имени». Весной 2009 года он вместе с журналистом Сэмом Сундбергом выпустил книгу «„Пираты“. Шведские кинематографисты, ограбившие Голливуд». В 2010 году вместе с экономистом Тобиасом Нильсеном он выпустил антологию «Ноль, ноль — десятилетие, которое изменило мир». В 2013 году он опубликовал положительно оцененную критиками книгу «Хищения» о том как нацисты похитили европейские художественные сокровища. Книга в 2014 году была номинирована на августовскую премию в категории «Торговая книга года» и получила международное внимание благодаря чему была издана на 10 языках. В 2015 году сиквел попал в «Книгу Воров. Поиск недостающих библиотек».

## Награды
- Медаль Его Величества Короля  на нагрудной ленте синего цвета (2025)[5];
- Приз Wallquist Швеция (2018)[6];
- Премия Фонда Мемориала Бенгта Янсона (Швеция, 2018)[6];
- Шорт-лист на приз Киркуса 2017 года (научная литература) (США, 2018)[6];
- Шорт-лист на августовскую премию (Швеция, 2014)[6].

## Книги
- Rydell, Anders; Ekman Klas, Dejert Gustav (2008). Byt namn! — och andra sätt att lyckas som journalist: [en överlevnadsguide till världens roligaste och brutalaste yrke]. Stockholm: Atlas. Libris 11176361. ISBN 978-91-7389-191-2 (inb.)
- Rydell, Anders; Sundberg Sam (2009). Piraterna: de svenska fildelarna som plundrade Hollywood. Stockholm: Ordfront. Libris 10740650. ISBN 978-91-7037-320-6 (inb.)
- Strömbäck Per, red (2009). Gratis?: om kvalitet, pengar och skapandets villkor. Stockholm: Volante. Libris 11467220. ISBN 978-91-974919-9-0 (inb.) («Пираты: Шведские приюты для файлов, которые разграбили Голливуд»).
- Plundrarna. Hur nazisterna stal Europas konstskatter. Ordfront. 2013. ISBN 9789170376429 («Грабители. Как нацисты украли художественные сокровища Европы»)
- Broilers. De nya makthavarna och de samhälle som formade dem. Norstedts 2014. ISBN 9789113050386 («Бройлеры: новые власти и общество, которое сделало их»).
- Boktjuvarna. Jakten på de försvunna biblioteken. Norstedts 2015. ISBN 9789113065328 («Охота за потерянными библиотеками»).
- Книжные воры. Как нацисты грабили европейские библиотеки и как литературное наследие было возвращено домой. (Переводчик: Мамедьяров З. А.). — Рипол-Классик, 2018. — 448 с. — ISBN 978-5-386-10792-5.
- Андерс Рюдель Мародеры. Как нацисты разграбили художественные сокровища Европы (М. Людковская, перевод, 2016). — AST Publishers, 2017.